# Scleropactes gaigei
Scleropactes gaigei is een pissebed uit de familie Scleropactidae. De wetenschappelijke naam van de soort is voor het eerst geldig gepubliceerd in 1915 door Arthur Sperry Pearse.